# 대죽일반산업단지

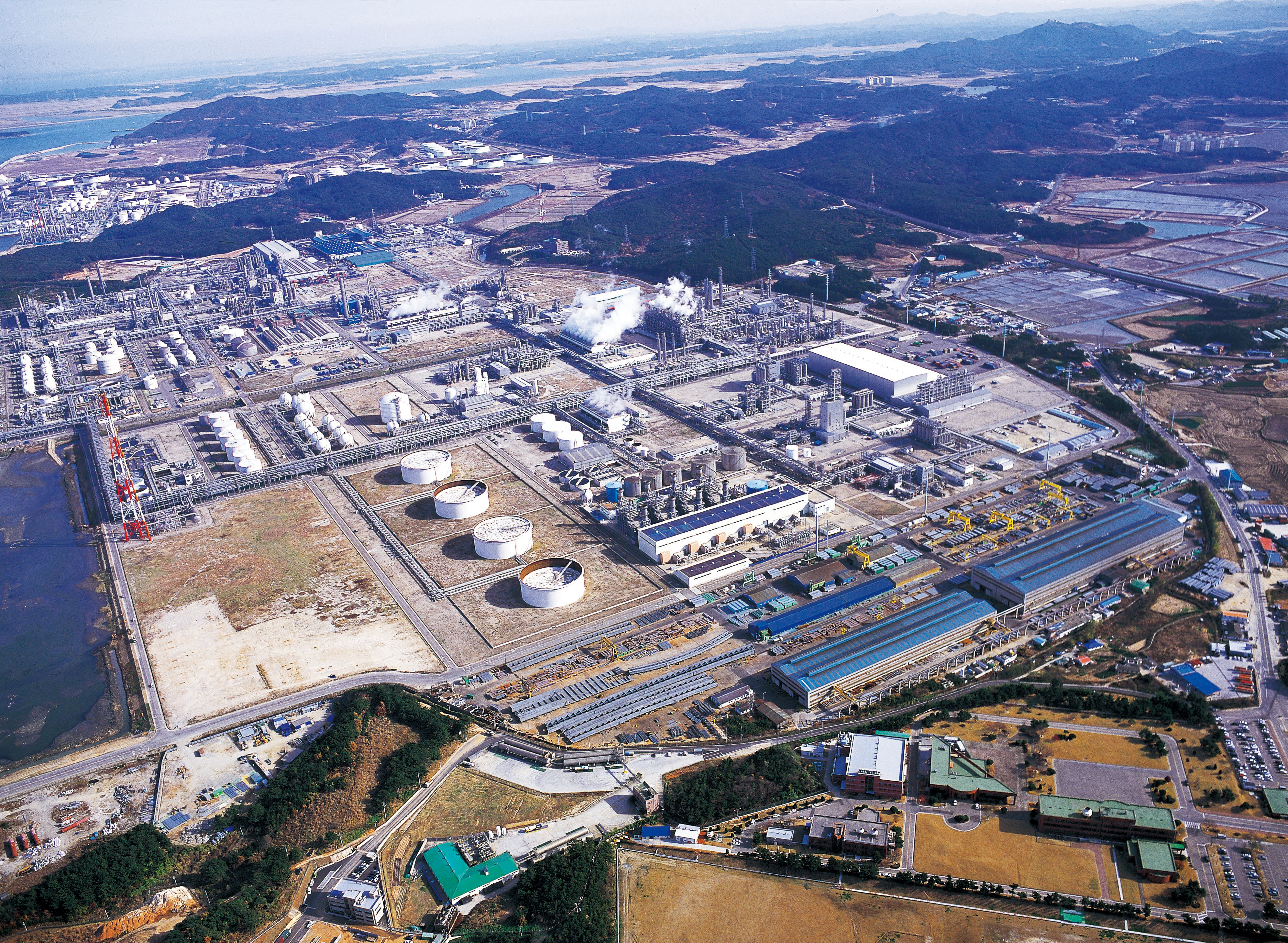
대죽일반산업단지 전경

대죽일반산업단지는 충남 서산시 대산읍 대죽리 일원에 1991년부터 2015년까지 총사업비 15,374억원을 투입하여 조성된 실수요자 직접개발방식의 지방산업단지이다. 1991년 12월 6일 대죽지방공단으로 지정 승인되었고, 2005년 3월 7일에 준공인가 되었으며, 2011년 11월 21일에 현재의 대죽일반산업단지로 단지명칭이 변경되었다.
전체 조성면적 2,101,482.5m2 중 산업시설용지 1,547,008.8m2에는 ㈜현대오일뱅크, ㈜KCC 등 7개의 화학 및 석유 정제 관련 기업이 입주해 있다.